# Rocky Tate River
Der Rocky Tate River ist ein Fluss in der Region Far North Queensland im Nordosten des australischen Bundesstaates Queensland.

## Geographie

### Flusslauf
Der Fluss entspringt rund 135 Kilometer westsüdwestlich von Innisfail und etwa 140 Kilometer ostnordöstlich von Georgetown in den Atherton Tablelands, einem Teil der Great Dividing Range. Der Rocky Tate River fließt nach Nordwesten und mündet bei Fischerton in den Tate River.

### Nebenflüsse mit Mündungshöhen
Er hat folgende Nebenflüsse:
- Branch Creek – 491 m
- Double Barrel Creek – 433 m
- Bullock Creek – 337 m